# La Chapelle-Blanche-Saint-Martin
La Chapelle-Blanche-Saint-Martin là một xã thuộc tỉnh Indre-et-Loire trong vùng Centre-Val de Loire ở miền trung nước Pháp.